# Cintrage

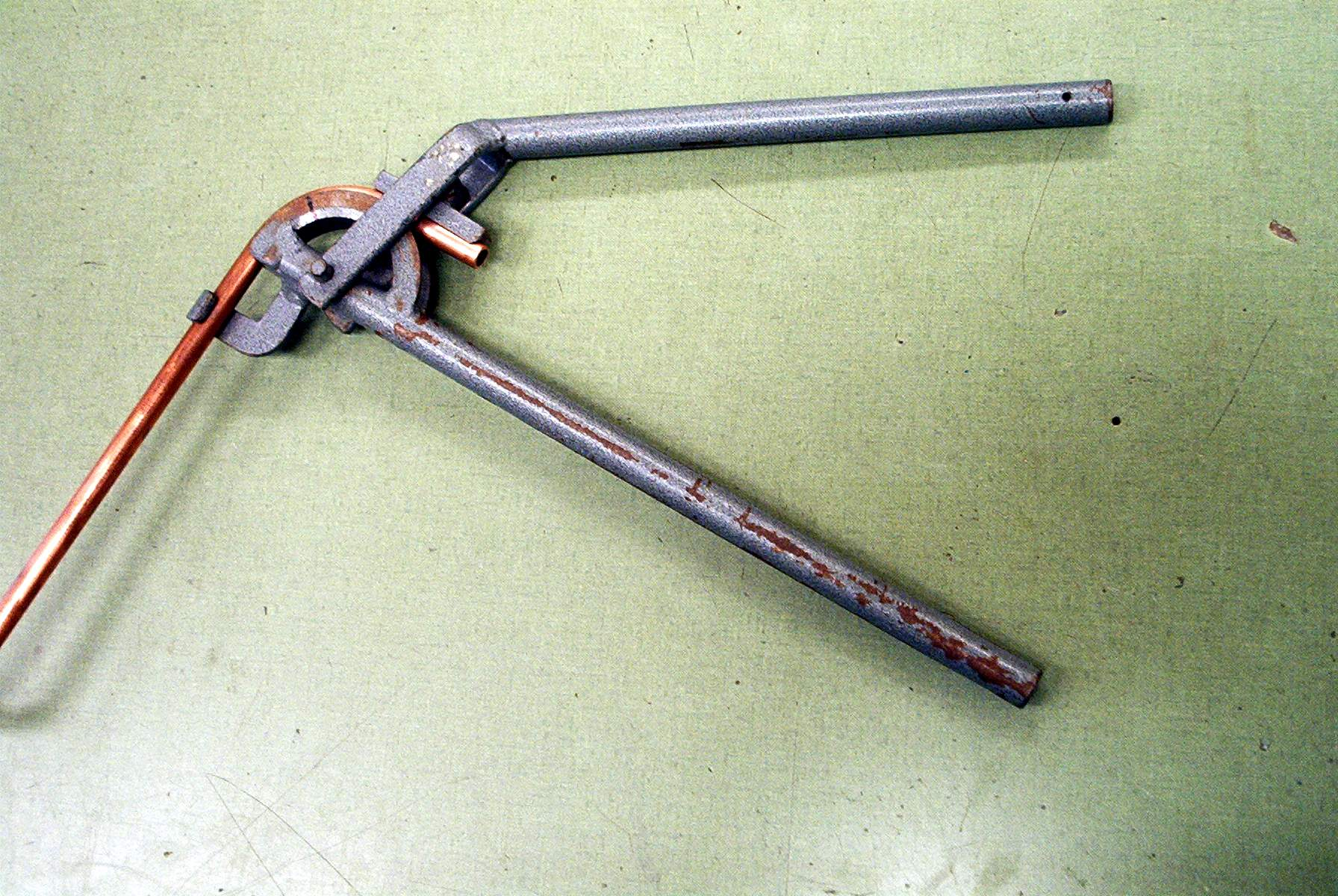
Pince à cintrer pour tubes en cuivre (opération à froid).

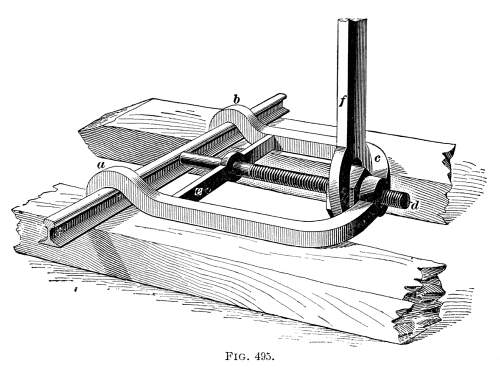
Cintreuse à rail (désignation anglaise: " Jim crow ") pouvant "facilement" former un rail avec jusqu'à un rayon de courbure (minimum) de 400m.

Le cintrage est un procédé mécanique de déformation d'un tube ou d'une barre, ou plus généralement, d'un profilé (creux ou non), selon un rayon et un angle définis. Pour les produit plats (feuilles ou tôles), dont la section est plus fine que large par rapport au sens de pliage, on parle généralement de pliage. Il est effectué avec une cintreuse. Le terme cintrage est aussi utilisé pour désigner la transformation globale d'un produit cintré. Il existe plusieurs techniques : par enroulement, par poussée, par roulage et par emboutissage.

## Méthodes
Il faut distinguer le cintrage « à chaud », méthode artisanale ou réalisée par induction, du cintrage « à froid », la méthode industrielle. Dans l'industrie mondiale, on utilise essentiellement le cintrage à froid. Cette opération de déformation est réalisée, soit avec des machines manuelles, soit avec des machines numériques de très haute technologie, certaines étant équipées de 13 axes.